# Reventador
A Reventador egy aktív rétegvulkán a keleti Andokban, Ecuadorban. A hasonló nevű nemzeti park területén található. 1541 óta 25 kitörése ismert, bár elszigetelt helyzete miatt kitöréseinek nagy részéről nem tudunk. Legutóbb 2005-ben tört ki. A legnagyobb kitörés 2002-ben volt, amelynek során a vulkáni gáz 17 km magasságig jutott fel, a piroklasztikus folyások 7 km-re értek el.
A vulkán központi csúcsa egy U alakú kaldera belsejében van, amely az Amazonas-medence irányába nyitott, kelet felé. Az itteni láva andezit.

## Külső hivatkozások
- Global Volcanism Program Archiválva 2007. március 11-i dátummal a Wayback Machine-ben
- https://web.archive.org/web/20050307062800/http://www.igepn.edu.ec/vulcanologia/reventador/reventador.htm